# Regional Studies
Regional Studies ist eine peer-reviewte wirtschaftswissenschaftliche Fachzeitschrift, deren Themenbereich die Regionalwissenschaft – einschließlich der Stadtökonomik – ist und die mit einer Frequenz von zehn Ausgaben pro Jahr durch den britischen Verlag Taylor & Francis herausgegeben wird. Regional Studies ist die offizielle Zeitschrift der Regional Studies Association und wurde 1967 gegründet.

## Inhalte
Regional Studies versteht sich als führende internationale Fachzeitschrift für die theoretische Entwicklung, empirische Analyse und Politikdebatte im multi- und interdisziplinären Feld der Regionalwissenschaft. Regional Studies enthält Beiträge zu den ökonomischen, ökologischen, politischen und sozialen Aspekten des Wandels regionaler (subnationaler) Entwicklung und Politik.

## Redaktion
Chefredakteure von Regional Studies sind Arnoud Lagendijk (Radboud-Universität Nijmegen), stellvertreten durch Ron Boschma (Universität Utrecht) und unterstützt durch zehn weitere Redakteure sowie spezialisierte Redakteure für die Sonderteile von Regional Studies.

## Rezeption
Der Impact Factor von Regional Studies lag im Jahr 2012 bei 1,465. Damit belegte Regional Studies in der Statistik des Social Sciences Citation Index Rang 83 von 333 Zeitschriften in der Kategorie „Economics“, Platz 40 von 93 Journals in der Kategorie „Environmental Studies“ und Rang 29 von 72 im Bereich „Geography“.